# Río Dema
El río Dema, a veces transcrito también como Dyoma o Dim (en baskir: Дим, romanizado: Dim; en ruso: Дёма, romanizado: Dioma) es un río ruso de la cuenca del río Volga, un afluente por la izquierda del río Bélaya (Kama), al que se une en la ciudad de Ufá. Tiene una longitud de 535 km, una cuenca de drenaje de 12.800 km² y un caudal promedio de 35 m³/s.
Adminstrativamente, el río discurre por el óblast de Oremburgo y la República de Baskortostán de la Federación de Rusia.

## Geografía

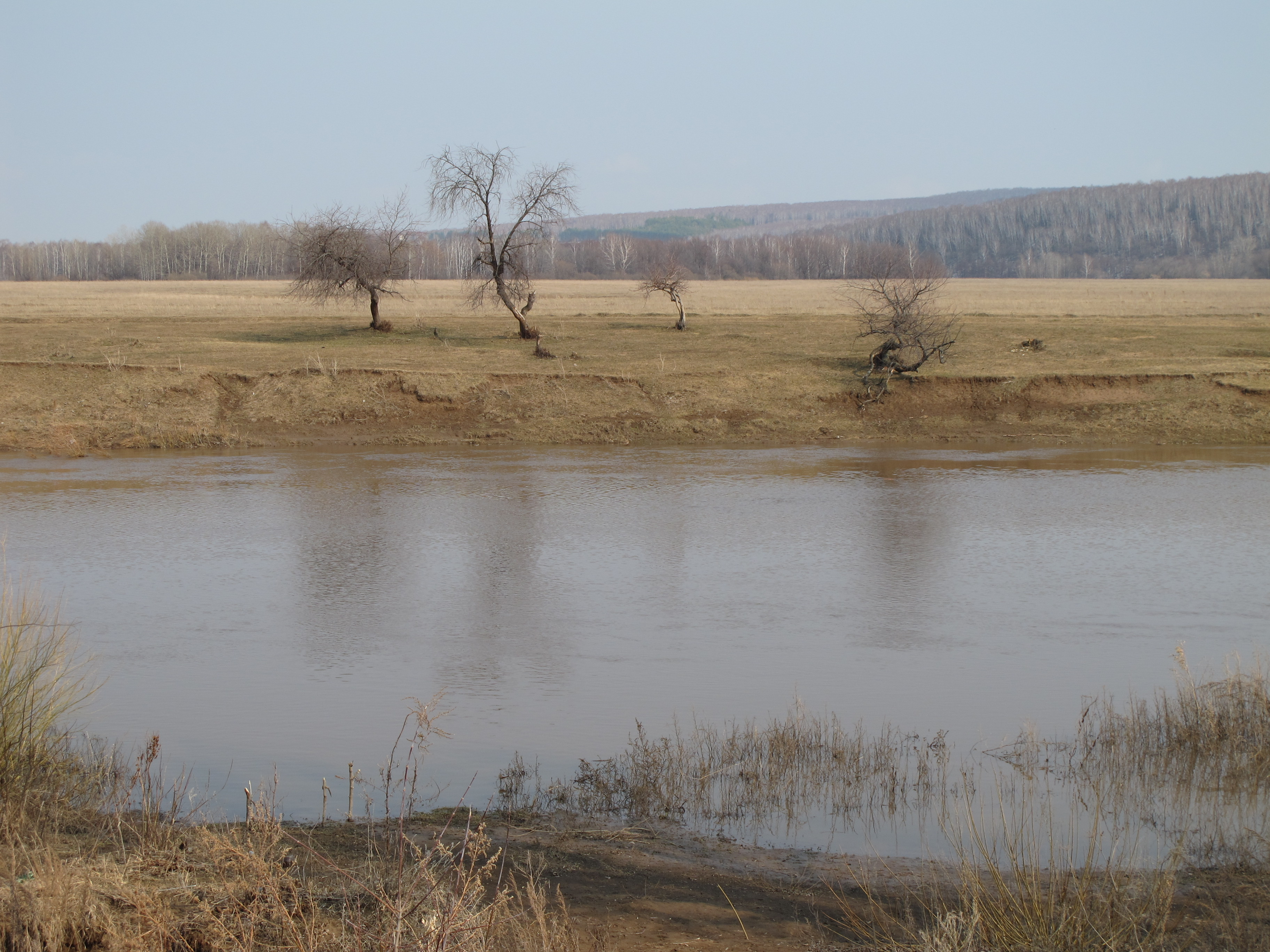
El río cerca de Bochkarevka. Al frente, detrás de los árboles, Akmanay.

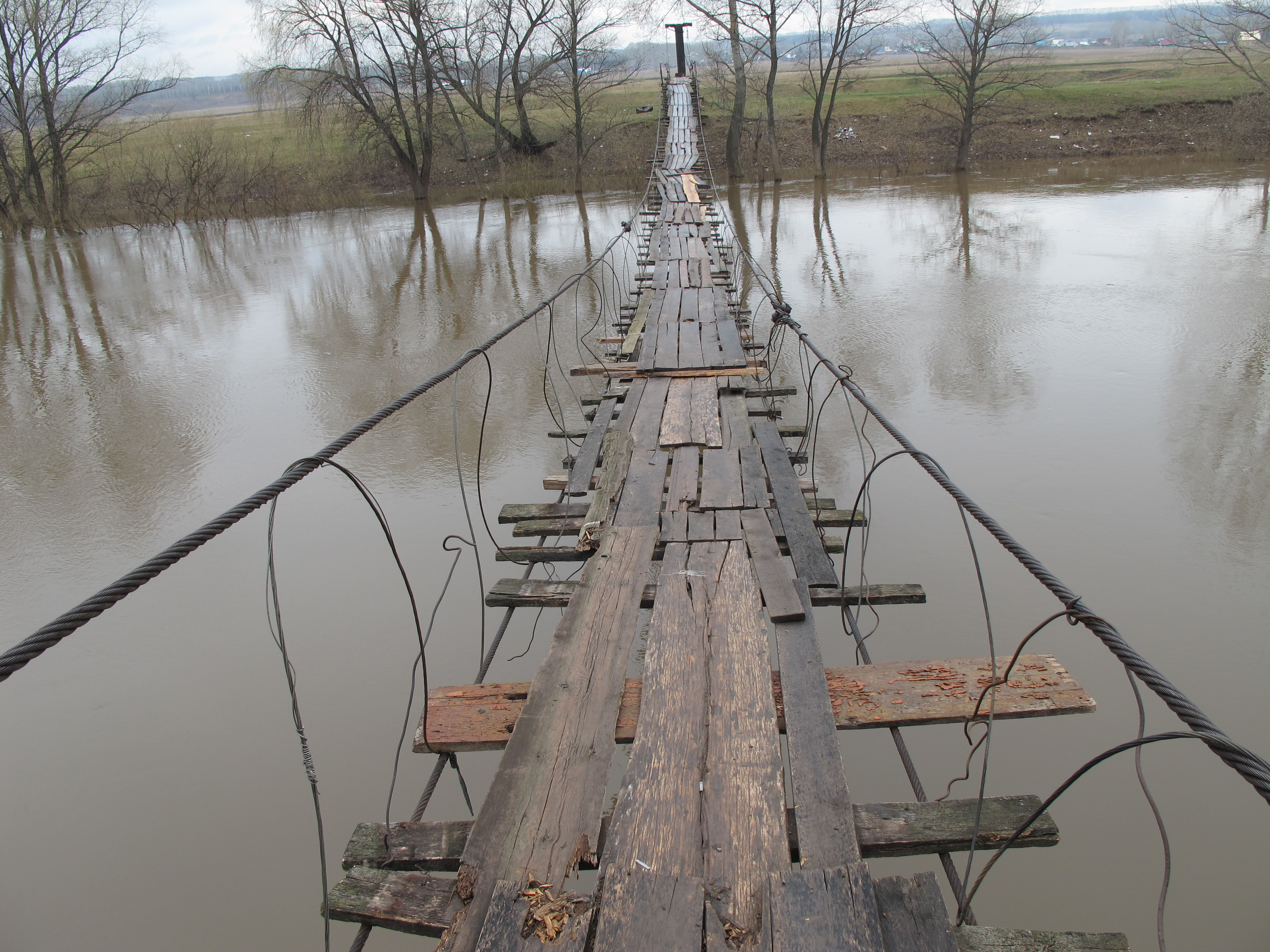
Puente colgante sobre el río cerca de Bochkarevka

1 — Río Bélaya. 2 - Río Ufa. 3 - Río Dema. 3A - Antiguo curso del Dema. 4 - Río Hustle. 5 - Río Shugurovka. Al final la corriente principal del Dema pasó de 3A a 3.

El río Dema nace en la vertiente norte de las colinas Obshchi Syrt, en el distrito Fedorovsk de la República de Baskortostán, muy cerca de la frontera con el óblast de Oremburgo, al norte del ramal Salmysh-Sur del río Sakmara. Tras un corto trayecto en dirección sureste, el río se adentra en Oremburgo, donde describe una amplia curva que lo encaminará en dirección noroeste, casi en la dirección contraria a la del curso superior. Vuelve de nuevo a Baskortostán, siguiendo hacia el noreste, formando un amplio valle al atravesar la región de los montes de Bugulma y Belebéi, un valle por el que corre lentamente en un curso muy sinuoso. Recibe enseguida, por la derecha y procedente del noroeste, al más importante de sus afluentes, el río gran Kinel. A continuación llega a la ciudad de Raievskii y después a Davlekanovo (23.860 hab. en 2002). Continua su discurrir pasando por las pequeñas localidades de Ismagilovo, Kazangulovo, Durasovo, Penza y Aleksandrovka. Continua y tras pasar algo alejado de Chishmy, sigue por Zavodyanka y Taptykovo y llega a los límites de la ciudad de Ufá.
Desemboca en el río Belaya en el municipio de Dema, parte de Ufá, al que da nombre el río. La desembocadura actual es artificial realizada tras unas obras que enderezaron el río a finales del siglo XIX, ya que su curso en esta parte baja antes de la confluencia era muy sinuoso.